# Ivar Lykke (politiker)
 For alternative betydninger, se Ivar Lykke. (Se også artikler, som begynder med Ivar Lykke)
Ivar Lykke (9. januar 1872 – 4. december 1949) var en norsk konservativ politiker for Høyre, der var Norges statsminister og udenrigsminister fra 1926 til 1928. Han var leder af Høyre fra 1923 til 1926 og blev medlem af Stortinget i 1916. Han var præsident for Stortinget fra 1920 til 1921 og igen fra 1823 til 1926.